# Reynaldo dos Santos
Reynaldo dos Santos (Vila Franca de Xira, 1880 — Lisboa, 1970) va ser un metge i historiador de l'art portuguès. Com a cirurgià va ser pioner en l'estudi de la cirurgia vascular. Com a historiador de l'art va publicar nombrosos treballs sobre art portuguès del segle xv, incloent l'estil manuelí i l'obra del pintor Nuno Gonçalves.